# Charlie Kaufman
Charlie Kaufman (Nova York, 1 de novembre de 1958) és un guionista estatunidenc. Nomenat per la revista Premiere com una de les 100 persones més poderoses de Hollywood.

## Biografia
Kaufman va néixer al si d'una família jueva a Nova York. Va iniciar la seva carrera en televisió escrivint dos episodis per a Busca't la vida de Chris Eliott, així com una dotzena d'altres episodis per a programes com Ned i Stacey i The Dana Carvey Show.
Va tenir reconeixement per primera vegada a l'escriure Being John Malkovich, film que li va valer una nominació a l'Oscar i un premi BAFTA. També va escriure Human nature, la qual va ser dirigida per Michel Gondry, i després va treballar amb Spike Jonze altra vegada com l'escriptor per a Adaptation: el lladre d'orquídies, la qual li va valer altra nominació a l'Oscar i el seu segon BAFTA. En aquesta pel·lícula es presentava a un personatge, Charlie Kaufman, que resultava ser una versió bastant irreal de l'escriptor.
També va escriure Confessions d'una ment perillosa, un retrat biogràfic de Chuck Barris, un conductor d'un programa de concursos del qui es pensava era un home clau de la CIA. Va ser dirigida per George Clooney, que debutava com a director.
Kaufman, molt molest, va criticar a Clooney per fer alteracions dramàtiques al guió de la pel·lícula sense si més no consultar-lo amb ell. El guionista va afirmar en una entrevista amb William Arnold: «L'usual per a un escriptor és lliurar un guió i després desaparèixer. Però això no és per a mi. Vull estar involucrat de principi a fi. I aquests directors (Gondry, Jonze) ho saben i ho respecten.» 
Després va arribar Eternal Sunshine of the Spotless Mind (Oblida't de mi!), la seva segona pel·lícula amb el director Michel Gondry, pel qual va rebre el seu primer premi Oscar al millor guió original, el seu tercer BAFTA i el prestigiós PEN American Center 2005.
Un patró interessant en els treballs de Kaufman és que sovint se centren en un protagonista masculí introvertit, una mica tímid, i una figura dominant femenina. Això succeïx amb Eternal sunshine.. (Joel/Clementine), El lladre d'orquídies (Charlie), i Com ser John Malkovich (Craig/Maxine).